# Die Toten von Salzburg (Fernsehreihe)
Die Toten von Salzburg ist eine österreichische Kriminalfilmreihe, die seit 2016 von der Satel Film in Zusammenarbeit mit dem ORF und dem ZDF produziert wird. Die Dreharbeiten finden in Salzburg und Umgebung statt.

## Handlung
Der aus Graz stammende, nach einem Unfall beim Gleitschirmfliegen auf einen Rollstuhl angewiesene Major Peter Palfinger tritt seinen Dienst als Leiter der Abteilung Gewalt- und Blutdelikte in Salzburg an. Sein Vorgesetzter, Hofrat Alfons Seywald, ist von seinem Handicap überrascht. Palfinger selbst ist ein unverbesserlicher Optimist und nimmt seine inkomplette Querschnittlähmung als Herausforderung. Er ist überzeugt, dass diese heilbar ist, und trainiert dafür, den Untersberg eines Tages ohne Rollstuhl auf seinen eigenen Beinen zu bezwingen. Unterstützung erhält er bei den Ermittlungen von Bezirksinspektorin Irene Russmeyer. Da die Zuständigkeiten in der Grenzregion zwischen Bayern und Österreich nicht immer ganz klar sind, ermitteln der Salzburger Major und der bayerische Kriminalhauptkommissar Hubert Mur, ein geradliniger und rationaler Einzelkämpfer mit eher wenig Humor und Einfühlungsvermögen aus Traunstein, parallel, jeder mit seinen ihm eigenen Methoden.

## Folgen
| Folge | Titel                  | Erstausstrahlung ORF | Zuschauer ORF     | Erstausstrahlung ZDF | Zuschauer ZDF          |
| ----- | ---------------------- | -------------------- | ----------------- | -------------------- | ---------------------- |
| 1     | Die Toten von Salzburg | 2. März 2016         | 925.000 (32 % MA) | 26. Sep. 2016        | 5,55 Mio. (18,0 % MA)  |
| 2     | Zeugenmord             | 24. Feb. 2018        |                   | 9. Apr. 2018         | 6,13 Mio. (19,6 % MA)  |
| 3     | Königsmord             | 10. März 2018        |                   | 16. Jan. 2019        | 5,87 Mio. (18,8 % MA)  |
| 4     | Mordwasser             | 20. März 2019        | 885.000 (30 % MA) | 26. Juni 2019        | 4,95 Mio. (20,6 % MA)  |
| 5     | Wolf im Schafspelz     | 20. Nov. 2019        | 879.000 (30 % MA) | 1. Apr. 2020         | 6,58 Mio. (19,3 % MA)  |
| 6     | Schwanengesang         | 6. Jan. 2021         |                   | 27. Jan. 2021        | 7,07 Mio. (21,5 % MA)  |
| 7     | Treibgut               | 11. Aug. 2021        | 716.000 (31 % MA) | 11. Aug. 2021        | 5,81 Mio. (24,4 % MA)  |
| 8     | Vergeltung             | 30. Dez. 2021        |                   | 26. Jan. 2022        | 6,74 Mio. (22,6 % MA)  |
| 9     | Schattenspiel          | 6. Jan. 2023         | 791.000 (28 % MA) | 21. Juni 2023        | 5,09 Mio. (24,0 % MA)  |
| 10    | Süßes Gift             | 4. Jan. 2024         | 770.000 (27 % MA) | 21. Feb. 2024        | 6,59 Mio. (25,7 % MA)  |
| 11    | Mord in bester Lage    | 12. März 2025        | 870.000 (32 % MA) | 12. März 2025        | 6,25 Mio. (25, 0 % MA) |
| 12    | Die letzte Reise       |                      |                   |                      |                        |

## Hintergrund
Im Sommer 2018 fanden in Bad Gastein und in der Stadt Salzburg die Dreharbeiten zur vierten und fünften Folge statt. Die Dreharbeiten zur sechsten Folge Schwanengesang starteten am 17. Mai 2019. Im Juli 2020 starteten die Dreharbeiten zum siebenten Film der Reihe mit dem Arbeitstitel Chinagirl.
Da der Hauptdarsteller Florian Teichtmeister in Wien wegen des Besitzes pornografischer Darstellungen von Minderjährigen angeklagt wurde, stoppte der ORF die Ausstrahlung der Folgen mit ihm. Im ZDF wurde die Folge Schattenspiel um eine circa 40 Sekunden lange Schlussszene mit Teichtmeister gekürzt ausgestrahlt. Die Reihe wurde ohne Teichtmeister fortgesetzt. Teichtmeisters Rolle wird gestrichen und nicht neu besetzt, es kommt vorerst kein neuer Ermittler hinzu. Im April 2023 begannen die Dreharbeiten zur zehnten Folge Süßes Gift ohne Teichtmeister.
In der zwölften Folge Die letzte Reise verstärkte Patricia Aulitzky als Zielfahnderin Ludovika „Lu“ Frey das Salzburger Ermittler-Team.